# باتافيا (نيويورك)
باتافيا (بالإنجليزية: Batavia, New York)‏ هي مدينة تقع في الولايات المتحدة في مقاطعة جينيسي. يقدر عدد سكانها بـ 15,465 نسمة ومساحتها 13.6 كم2 وترتفع عن سطح البحر 272 متر.

## التركيبة السكانية
حدّد مكتب تعداد الولايات المتحدة بيانات التركيبة السكانية لباتافيا في تعداد الولايات المتحدة. في ما يلي، التركيبة السكانية حسب تعدادي 2000 و2010.

### تعداد عام 2000
بلغ عدد سكان باتافيا 16,256 نسمة بحسب تعداد عام 2000، وبلغ عدد الأسر 6,457 أسرة وعدد العائلات 3,868 عائلة مقيمة في المدينة. في حين سجلت الكثافة السكانية 1,189.2 نسمة لكل كيلومتر مربع (3,080.0/ميل2). وبلغ عدد الوحدات السكنية 6,924 وحدة بمتوسط كثافة قدره 506.5 لكل كيلومتر مربع (1,311.8/ميل2).
وتوزع التركيب العرقي للمدينة بنسبة 90.23% من البيض و5.43% من الأمريكيين الأفارقة و0.48% من الأمريكيين الأصليين و0.87% من الأمريكيين ذوي الأصول الآسيوية و0.02% من سكان جزر المحيط الهادئ و1.06% من الأعراق الأخرى و1.90% من عرقين مختلطين أو أكثر و2.45% من الهسبانيون أو اللاتينيون من أي عرق.
بلغ عدد الأسر 6,457 أسرة كانت نسبة 31.3% منها لديها أطفال تحت سن الثامنة عشر تعيش معهم، وبلغت نسبة الأزواج القاطنين مع بعضهم البعض 42.5% من أصل المجموع الكلي للأسر، ونسبة 13.2% من الأسر كان لديها معيلات من الإناث دون وجود شريك، بينما كانت نسبة 4.2% من الأسر لديها معيلون من الذكور دون وجود شريكة وكانت نسبة 40.1% من غير العائلات. تألفت نسبة 33.7% من أصل جميع الأسر من عدة أفراد يعيشون في نفس المنزل ونسبة 16.2% كانت تتألف من شخص يعيش بمفرده يبلغ من العمر 65 عاماً أو أكثر. وبلغ متوسط حجم الأسرة المعيشية 2.34، أما متوسط حجم العائلات فبلغ 3.01.
بلغ العمر الوسطي للسكان 37.9 عاماً. وكانت نسبة 23.3% من القاطنين تحت سن الثامنة عشر، وكانت نسبة 8% بين الثامنة عشر والرابعة والعشرين عاماً، ونسبة 26.6% كانت واقعةً في الفئة العمرية ما بين الخامسة والعشرين والرابعة والأربعين عاماً، ونسبة 19.6% كانت ما بين الخامسة والأربعين والرابعة والستين، ونسبة 15.4% كانت ضمن فئة الخامسة والستين عاماً فما فوق. يوجد لكل 100 أنثى 86.9 ذكر، ويوجد لكل 100 أنثى في الثامنة عشر من عمرها فما فوق 84.2 ذكر.
بلغ متوسط دخل الأسرة في المدينة 33,484 دولارًا، أما متوسط دخل العائلة فبلغ 42,460 دولارًا. وكان متوسط دخل الذكور 32,091 دولارًا مقابل 23,289 دولارًا للإناث. وسجل دخل الفرد الخاص بالمدينة 17,737 دولارًا. وكانت نسبة 10.2% من العائلات ونسبة 12.3% من السكان تحت خط الفقر، وكان من هؤلاء نسبة 16.6% تحت سن الثامنة عشر ونسبة 6.9% في الخامسة والستين من العمر وما فوق.

### تعداد عام 2010
بلغ عدد سكان باتافيا 15,465 نسمة بحسب تعداد عام 2010، وبلغ عدد الأسر 6,644 أسرة وعدد العائلات 3,710 عائلة مقيمة في المدينة. في حين سجلت الكثافة السكانية 1,131.3 نسمة لكل كيلومتر مربع (2,930.1/ميل2). وبلغ عدد الوحدات السكنية 7,219 وحدة بمتوسط كثافة قدره 528.1 لكل كيلومتر مربع (1,367.8/ميل2).
وتوزع التركيب العرقي للمدينة بنسبة 89.43% من البيض و5.41% من الأمريكيين الأفارقة و0.41% من الأمريكيين الأصليين و0.81% من الأمريكيين ذوي الأصول الآسيوية و0.03% من سكان جزر المحيط الهادئ و0.62% من الأعراق الأخرى و3.28% من عرقين مختلطين أو أكثر و3.01% من الهسبانيون أو اللاتينيون من أي عرق.
بلغ عدد الأسر 6,644 أسرة كانت نسبة 27.5% منها لديها أطفال تحت سن الثامنة عشر تعيش معهم، وبلغت نسبة الأزواج القاطنين مع بعضهم البعض 35.9% من أصل المجموع الكلي للأسر، ونسبة 14.9% من الأسر كان لديها معيلات من الإناث دون وجود شريك، بينما كانت نسبة 5% من الأسر لديها معيلون من الذكور دون وجود شريكة وكانت نسبة 44.2% من غير العائلات. تألفت نسبة 36.8% من أصل جميع الأسر من عدة أفراد يعيشون في نفس المنزل ونسبة 16.4% كانت تتألف من شخص يعيش بمفرده يبلغ من العمر 65 عاماً أو أكثر. وبلغ متوسط حجم الأسرة المعيشية 2.22، أما متوسط حجم العائلات فبلغ 2.90.
بلغ العمر الوسطي للسكان 40.4 عاماً. وكانت نسبة 21.8% من القاطنين تحت سن الثامنة عشر، وكانت نسبة 9.7% بين الثامنة عشر والرابعة والعشرين عاماً، ونسبة 24% كانت واقعةً في الفئة العمرية ما بين الخامسة والعشرين والرابعة والأربعين عاماً، ونسبة 26% كانت ما بين الخامسة والأربعين والرابعة والستين، ونسبة 18.6% كانت ضمن فئة الخامسة والستين عاماً فما فوق. وتوزع التركيب الجنسي للسكان بنسبة 47.3% ذكور و52.7% إناث.

## أعلام
- ستيفن هاولي
- جيسون ديسالفو
- إموري أبتون
- بيتر ماكدونالد
- أغسطس هال
- بيل كوفمان
- بروك ييتس
- صموئيل د. لوكوود
- جون فيشر